# Montilla
Montilla è un comune spagnolo di 22 925 abitanti situato nella comunità autonoma dell'Andalusia, capoluogo della comarca omonima. Importante centro vinicolo, è situato ad un'altezza media di 372 metri s.l.m. a 49 km da Cordova.
Prende il nome di questa città e della località vicina Moriles uno dei vini più famosi dell'Andalusia: il Montilla-Moriles, vino generoso che si produce con particolare sistema di affinamento: dopo essere stato vinificato in modo tradizionale, viene posto in botti di rovere, dove si forma una particolare cappa di lievito che impedisce il contatto con l'aria e quindi l'ossidazione; il particolare microclima della zona fa sì che i lieviti assolvano il loro compito in modo perfetto. La qualità di uva utilizzata è detta Pedro Jiménez dal nome ispanizzato del soldato tedesco Peter Siemens, che portò qui il vitigno dalla valle del Reno in Germania.
Nel castello, oggi in rovina, nacque Gonzalo Fernández de Córdoba detto il Gran Capitán (1443-1515).
L'economia della città si basa sulla viticoltura e l'olivicoltura con le industrie alimentari per la produzione del vino e dell'olio, oltre all'artigianato per le necessità locali e la produzione ceramica.

## Storia
Dai ritrovamenti nella zona e nello stesso recinto del castello si deduce che già nel paleolitico inferiore ci fu una presenza umana. In seguito fu abitata dai popoli tartessici e iberici.
Della dominazione romana si hanno pure importanti resti e si pensa che si possa identificare con la località di Munda, nelle vicinanze della quale nel 45 a.C. vi fu una battaglia fra Cesare e Pompeo.
Dopo i Romani vi furono i Visigoti, che non lasciarono tracce importanti.
Nell'epoca musulmana la zona non fu molto abitata, nel 1230 fu territorio della Corona di Castiglia e León e cominciò il suo popolamento con l'arrivo di famiglie leonesi. Nel 1257 Alfonso X concesse in signoria a Gonzalo Yáñez Dovinal il castello e la vicina città di Aguilar, da cui Montilla cominciò a dipendere fino al 1343, anno dell'estinzione della casata degli Aguilar.
Nel 1371 Enrico II la concesse a Lope Gutiérrez, alcalde maggiore di Cordova, con l'indipendenza da Aguilar e il titolo di villa e nel 1375 Lope Gutiérrez la cedette a Gonzalo Fernández de Córdoba, ricevendo in cambio la proprietà di terreni che Fernández aveva a Guadalcazar.
Nel secolo XVII ebbe il periodo di maggiore importanza: Montilla ricevette da Filippo IV il titolo di città nel 1630. Furono costruiti nuovi edifici ma, per ordine di Ferdinando il Cattolico fu demolito il castello a titolo di ritorsione e monito per la nobiltà. Giunsero nella città personaggi importanti come san Giovanni d'Avila, che vi rimase fino alla morte e vi fu sepolto, e l'inca Garcilaso de la Vega, scrittore peruviano, figlio di un nobile spagnolo e di una principessa inca, che visse qui dal 1561 al 1591.
Nei secoli XVII e XVIII si ebbe un notevole spopolamento a causa delle diverse epidemie di peste e della crisi agricola.
Il XIX fu un secolo duro e pieno di traversie e di agitazioni politiche per la città come per la Spagna. Durante la guerra d'indipendenza Montilla lottò contro le truppe francesi; nel 1855 fu colpita da una grave epidemia e si schierò contro Isabella II costretta a cedere il trono alla reggenza rivoluzionaria nel 1868; nel 1873 alla dichiarazione della repubblica seguita all'abdicazione di Amedeo di Savoia, figlio del re d'Italia Vittorio Emanuele II e re dal 1870, si verificarono assalti alle case delle autorità locali e si formarono gruppi di ferventi repubblicani. Nella prima metà del secolo XX si rafforzò il partito repubblicano, si diffusero le idee socialiste e l'anticlericalismo e si formarono i sindacati operai.
Durante la dittatura del generale Primo de Rivera dal 1923 al 1930 si ebbe una notevole espansione della viticoltura. Nella guerra civile del 1936-39 la città fu occupata dai nazionalisti: molti furono i montillesi fucilati per le loro idee contrarie al franchismo.
Alla fine della guerra la difficile situazione economica convinse molti ad emigrare soprattutto in Catalogna che offriva migliori condizioni di lavoro. Alla fine del XX secolo cominciò la coltivazione anche dell'uva nera.

## Monumenti
- Castillo, del castello resta una parte che ospita il Museo del vino, che conserva apparecchiature antiche e moderne per il vino e collezioni varie di oggetti riguardanti il vino, la principale risorsa della città.
- Casa de las Aguas del XIX secolo che ospita il Museo Garnelo con le opere del pittore locale José Garnelo y Alda e una ricca biblioteca.
- Museo histórico local con reperti archeologici iberici, romani, visigotici e musulmani, e oggetti dell'etnografia locale.
- Palacio de los duques de Medinaceli del XVI secolo.
- La Tercia del 1921 edificio per abitazioni costruito sopra un magazzino, detto appunto la Tercia, dove si raccoglievano le decime pagate in natura.
- Teatro Garnelo del 1917.
- Ayuntamiento del XVIII secolo.
- Casa del Inca Carcilaso de la Vega del XVI secolo.
- Casa Oratorio de San Juan de Ávila del XVI secolo dove visse, scrisse le sue opere e morì il Santo.
- Convento de Santa Ana dei secoli XVI-XVII.
- Convento de San Agustín dei secoli XVI-XVII.
- Convento de Santa Clara del 1512.
- Iglesia de Santiago barocca del XVII secolo con torre del 1789.
- Iglesia de la Encarnación del XVIII secolo.
- Iglesia de San Luis del XVII secolo.
- Iglesia de San Sebastián del XVI secolo di stile gotico-mudéjar.
- Iglesia Parroquial de San Francisco Solano del XVII secolo.
- Iglesia del Hospital de San Juan de Dios del XVIII secolo.
- Iglesia de Santa María Auxiliadora neogotica del XX secolo.
- Ermita del Santico del XIX secolo.
- Ermita de San José del XVI secolo.
- Ermita de la Rosa del 1601.
- Ermita de Belén del XVII secolo.

Sono visitabili alcune cantine dove si può degustare e acquistare il famoso vino locale e un oleificio.

## Amministrazione

### Gemellaggi
- Spagna: San Juan Despí / Sant Joan Despí, Bajo Llobregat / Baix Llobregat, provincia di Barcellona
- Francia: Boucau, dipartimento dei Pirinei Atlantici, Aquitania
- Italia: Certaldo, provincia di Firenze, Toscana
- Italia: Cerignola, provincia di Foggia, Puglia

## Feste
Oltre alle celebrazioni della Settimana Santa secondo la tradizione andalusa con processioni, canti e rappresentazioni sacre, le feste principali sono: la Velada de San Sebastián che si svolge di notte del 20 gennaio, la Fiesta de la Cruzdel 3 maggio, la Feria de San Francisco Solano del 14 luglio e la Fiesta de la Vendimia ai primi di settembre.